# El Molar (Katalonia)
El Molar – gmina w Hiszpanii, w prowincji Tarragona, w Katalonii, o powierzchni 22,97 km². W 2011 roku gmina liczyła 296 mieszkańców.